# 杨嘉陵
杨嘉陵(1955年—)，中国四川省成都市，物理学家，北京航空航天大学教授，主要从事冲击动力学、飞行器抗冲撞和防护技术研究等方面的研究。中国教育部第四批长江学者特聘教授，享受国务院政府特殊津贴。发表论文数百篇，申请专利30余项，曾获得中国教育部自然科学、教育部科学技术进步，中国国家发明二等奖等奖项。

## 生平
1982至1990年先后在浙江大学，华中科技大学，北京大学获学士、硕士、博士学位；
1992至1996年在英国曼彻斯特理工大学工作，现任北京航空航天大学教授，2000年以来历任北航固体力学研究所所长，航空科学与工程学院院长。

## 学术兼职
中国科协工程力学类专业认证委员会委员，国家评奖委员会评审专家，总参陆航局武装直升机高层专家，北京力学会荣誉副理事长等。中国教育部第5届科技委员会学部委员，教育部教学指导委员会力学专业委员会副主任委员，国家基金委数理学部评审组专家，中国力学学会常务理事,中国航空学会理事,北京力学会副理事长等。